# رووتسی
رووتسی (به بلغاری: Ruevtsi) یک منطقهٔ مسکونی در بلغارستان است که در تریاونا واقع شده‌است.